# 사가르마타구

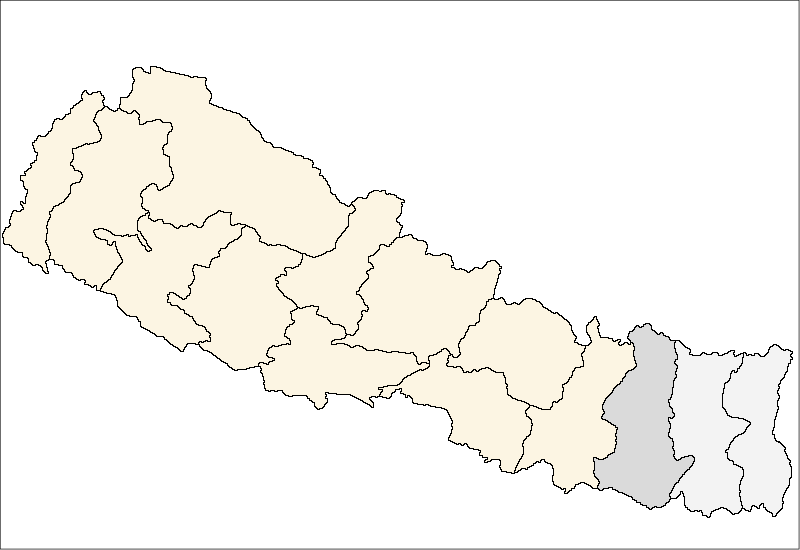
사가르마타구의 위치

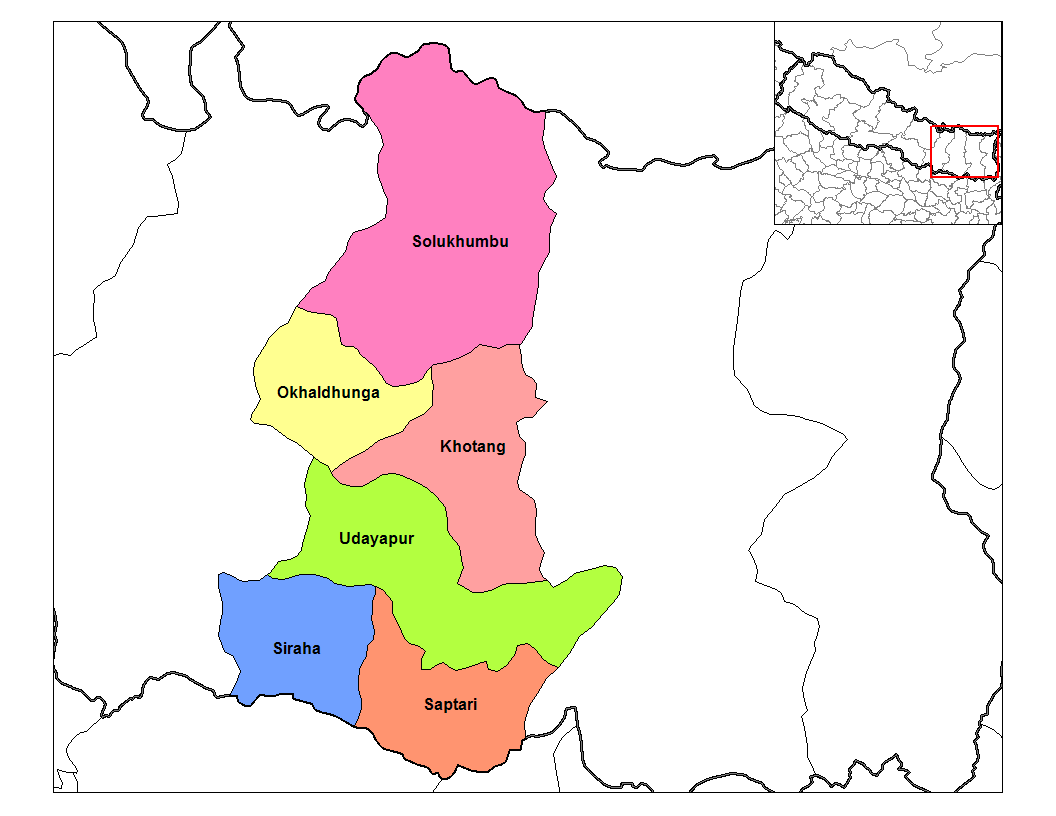
사가르마타구의 현

사가르마타구(네팔어: सगरमाथा अञ्चल)는 네팔을 구성하는 14개 구 가운데 하나로 행정 중심지는 라즈비라즈이며 면적은 10,591km2, 인구는 1,926,143명(2001년 기준), 인구 밀도는 181.9명/km2이다. 행정 구역상으로는 동부 개발 지구에 속한다. "사가르마타"는 에베레스트산의 네팔어 이름에서 유래된 이름이다.
북부 지방에는 히말라야산맥(에베레스트산 포함)이 있으며 중부 지방은 언덕이 발달했고 남부 지방은 계곡이 발달했다. 북쪽으로는 중화인민공화국, 남쪽으로는 인도와 국경을 접하며 동쪽으로는 코시구, 서쪽으로는 자낙푸르구와 접한다.

## 행정 구역
6개 현을 관할한다.
- 코탕현
- 오칼둥가현
- 삽타리현
- 시라하현
- 솔루쿰부현
- 우다야푸르현

## 같이 보기
- 네팔의 구
- 사가르마타 국립공원